# Chiesa di Santa Maria Maddalena (Pescia)
La chiesa di Santa Maria Maddalena si trova a Pescia, in provincia di Pistoia, diocesi di Pescia.

## Storia e descrizione
È documentata dal XIII secolo, ma l'aspetto attuale risale alla prima metà del XVIII secolo. La facciata è caratterizzata da un portale con frontone spezzato e da una grande finestra delimitata da un motivo geometrico.
L'interno presenta un fastoso apparato decorativo. La zona presbiteriale è separata dall'aula da un grande arco riccamente ornato da tendaggi e putti in stucco di Giovan Battista Ciceri, cui si devono anche i quattro angeli (1700 circa) ai lati dell'altare maggiore, che custodisce un prezioso Crocifisso ligneo del XV secolo attribuito ad Andrea Pisano.
In sacrestia si conserva un grande e venerato Crocifisso in legno dipinto e dorato (XV secolo) e due sculture lignee, un Angelo Annunciante e la Maddalena orante attribuita ad Andrea Cavalcanti detto il Buggiano, databile al 1440 circa.

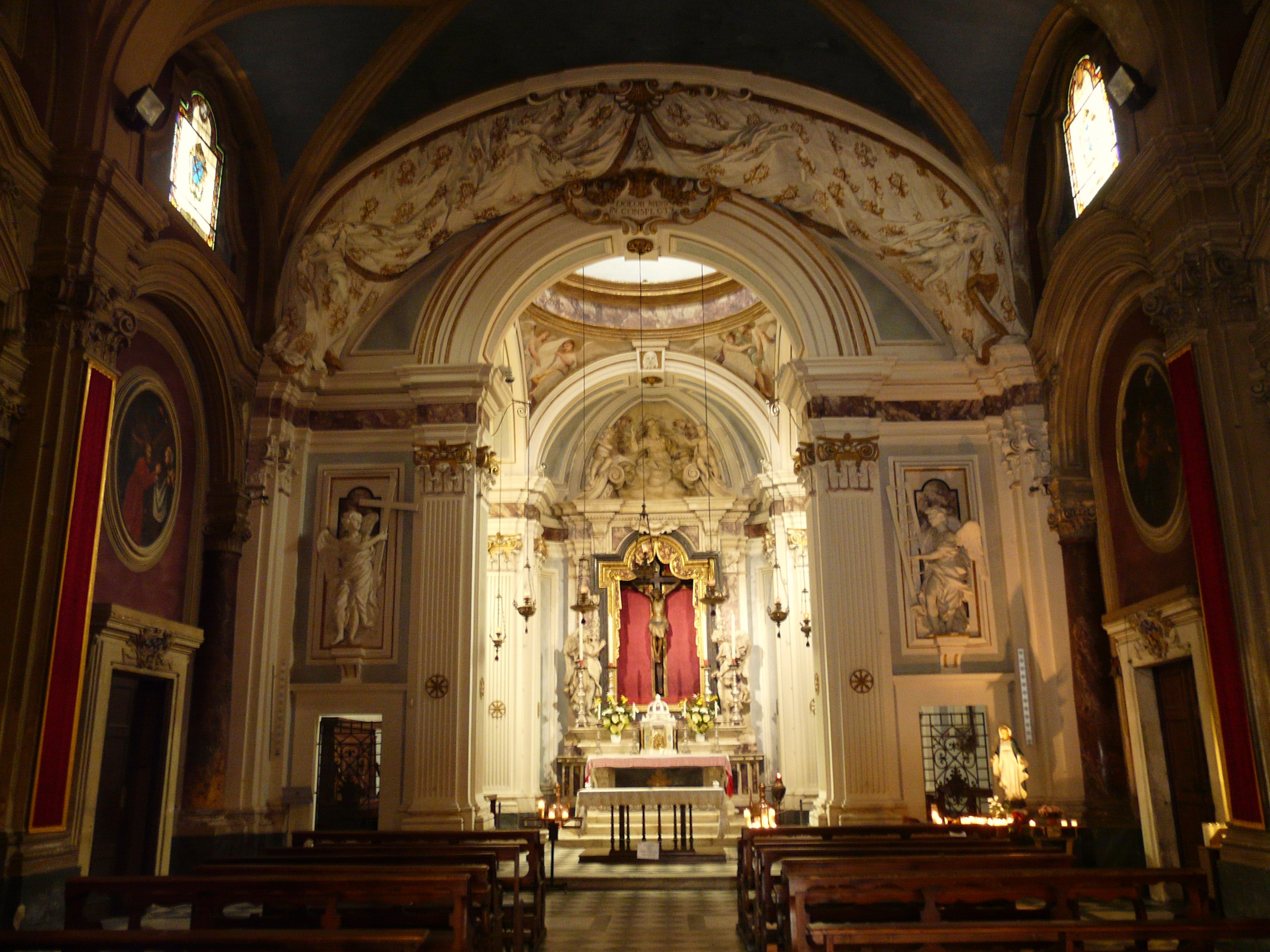
Interni